# San Piero a Grado
San Piero a Grado est une frazione de la commune de Pise dans la province de Pise de la région Toscane.